# 宇山智哉
宇山 智哉（うやま ともちか、1963年10月1日 - ）は、日本の外交官、国際公務員。世界貿易機関（WTO）事務局長上級補佐官。日本人初のWTO中枢幹部。

## 経歴・人物
山口県秋芳町（現美祢市）出身。1982年山口県立山口高等学校卒業。1986年一橋大学法学部卒業、外務省入省。1989年スワースモア大学教養学部を優等（with distinction）で卒業。
通商産業省出向、ジュネーブ国際機関日本政府代表部一等書記官等を経て、2001年在エジプト日本国大使館参事官。2004年外務省経済局国際機関第一課サービス貿易室長。同年外務省経済局国際貿易課サービス貿易室長。2006年外務省経済局国際貿易課長。2008年在フィリピン日本国大使館公使。2010年在大韓民国日本国大使館公使。ソウル市で福島第一原子力発電所事故に関する説明会を行うなどした。
2012年在ジュネーブ国際機関日本政府代表部公使。2014年外務省大臣官房参事官兼経済局、中南米局。2017年外務省大臣官房審議官兼経済局、中南米局。同年外務省大臣官房審議官兼経済局。2018年サンフランシスコ総領事。
2020年内閣官房内閣審議官（内閣官房副長官補付）兼TPP等政府対策本部審議官、新型コロナウイルス感染症対策推進室審議官。内閣官房TPP等政府対策本部企画・推進審議官を経て、2021年日本人初の世界貿易機関（WTO）中枢幹部として、日本が支持したンゴジ・オコンジョ・イウェアラの下で組織全体を統括する事務局長上級補佐官に就任。

## 同期
- 石川浩司（22年シンガポール大使・20年官房長・19年南部アジア部長）
- 岩間公典（22年バングラデシュ大使・20年デュッセルドルフ総領事）
- 牛尾滋（22年南アフリカ大使・19年ポルトガル大使・18年アフリカ部長）
- 大鷹正人（24年タイ大使・20年ハンガリー大使・19年外務報道官）
- 片江学巳（23年ルーマニア大使・20年瀋陽総領事）
- 河原節子（22年デュッセルドルフ総領事・21年公務員研修所副所長・18年フランクフルト総領事）
- 木村徹也（22年東ティモール大使・20年国連日本政府代表部大使・17年ミュンヘン総領事）
- 四方敬之（24年マレーシア大使・21年内閣広報官・20年外務省経済局長）
- 進藤雄介（21年在デトロイト日本国総領事・18年パキスタン公使・15年軍縮会議公使）
- 鈴木量博（23年オーストラリア大使・20年トルコ大使・18年北米局長）
- 中村安志（09年中南米局南米課課長補佐）
- 久島直人（22年中曾根康弘世界平和研究所・20年国際平和協力本部事務局長）
- 淵上隆（14年ドミニカ共和国大使）
- 三上正裕（22年ベルギー、北大西洋条約機構日本政府代表部大使・19年カンボジア大使・17年国際法局長）
- 道井緑一郎（23年フィジー大使）
- 南博之（24年特命全権大使（国際テロ対策・組織犯罪対策協力担当）・20年コンゴ民主共和国大使）
- 山田重夫（23年駐米大使・21年外務審議官(政務担当)・19年総合外交政策局長）
- 吉田朋之（23年日本国際問題研究所所長・20年外務報道官・19年中南米局長・17年軍縮不拡散・科学部長）
- 若林啓史（16年東北大学教授）